# Херли (Јужна Дакота)
Херли (енгл. Hurley) град је у америчкој савезној држави Јужна Дакота.

## Демографија
По попису из 2010. године број становника је 415, што је 11 (-2,6%) становника мање него 2000. године.
| Група             | 2000.       | 2010.       |
| Белци             | 424 (99,5%) | 400 (96,4%) |
| Афроамериканци    | 0 (0,0%)    | 1 (0,2%)    |
| Азијати           | 1 (0,2%)    | 0 (0,0%)    |
| Хиспаноамериканци | 1 (0,2%)    | 10 (2,4%)   |
| Укупно            | 426         | 415         |